# Podpis internetowy
Podpis internetowy – nieunormowana forma zawarcia umowy na odległość, która stanowi coraz powszechniejszą alternatywę dla dotychczas znanego podpisu elektronicznego przewidzianego w prawie polskim. Najważniejszymi warunkami legalnego zawarcia umowy na odległość za pośrednictwem Internetu jest jasne potwierdzenie warunków umowy, mając na uwadze autentyczność tożsamości stron porozumienia.

## Podstawy prawne
Głównym aktem prawnym definiującym możliwość zawarcia umowy w formie podpisu internetowego jest Kodeks cywilny z dnia 23 kwietnia 1964 r. (art. 66 § 1), według którego zawarcie umowy może nastąpić w drodze elektronicznej, o ile strony tej umowy niezwłocznie (jeśli taki czas nie został wcześniej określony) potwierdziły jej warunki, wykonując jakąś szczególną i wyraźną akcję – np. kliknięcie w przycisk.

## Zalety podpisu internetowego
Od użytkownika, posiadacza podpisu internetowego nie wymaga się żadnego zewnętrznego urządzenia certyfikującego, jak ma się to w przypadku kwalifikowanego podpisu elektronicznego, który umożliwia zawieranie umów o mocy równej umowom zawieranym w formie pisemnej. Do zawarcia umowy wystarczy założenie konta w serwisie, który umożliwia podpisanie dokumentów przez Internet. Dokumenty można podpisać w kilka minut, a po ich otrzymaniu, ściągnąć odpowiedni certyfikat, będący dowodem zawarcia umowy z wykorzystaniem systemu teleinformatycznego.

## Wady podpisu internetowego
Podpis internetowy w Polsce nie jest równoznaczny podpisowi kwalifikowanemu. Dlatego dokumentu, który musi być podpisany odręcznie, nie zawrzemy przez Internet. Jednak liczba zdefiniowanych umów nazwanych w Kodeksie cywilnym, które wymagają podpisu odręcznego pod rygorem nieważności jest stosunkowo niewielka.

## Weryfikacja autentyczności podmiotów podpisujących
Prawo nie wymaga, aby strony umowy były zweryfikowane w konkretny sposób, jednak w praktyce jest to niezbędny element podpisania umowy przez Internet. Jeśli z jakiegoś powodu dojdzie do sporu stron porozumienia, dzięki potwierdzeniu tożsamości i powiązaniu ich z np. adresem e-mail użytkownika, stronom umowy wysoko prawdopodobnie nie będzie łatwo udowodnić, iż to nie one podpisały umowę, o którą toczy się proces.
Od strony technicznej podpis internetowy działa na podstawie fundamentalnych założeń i mechanizmów podpisu cyfrowego, który to zapewnia bezpieczeństwo przesyłu informacji dzięki użyciu odpowiednich systemów kryptograficznych.